# Encre métallo-gallique

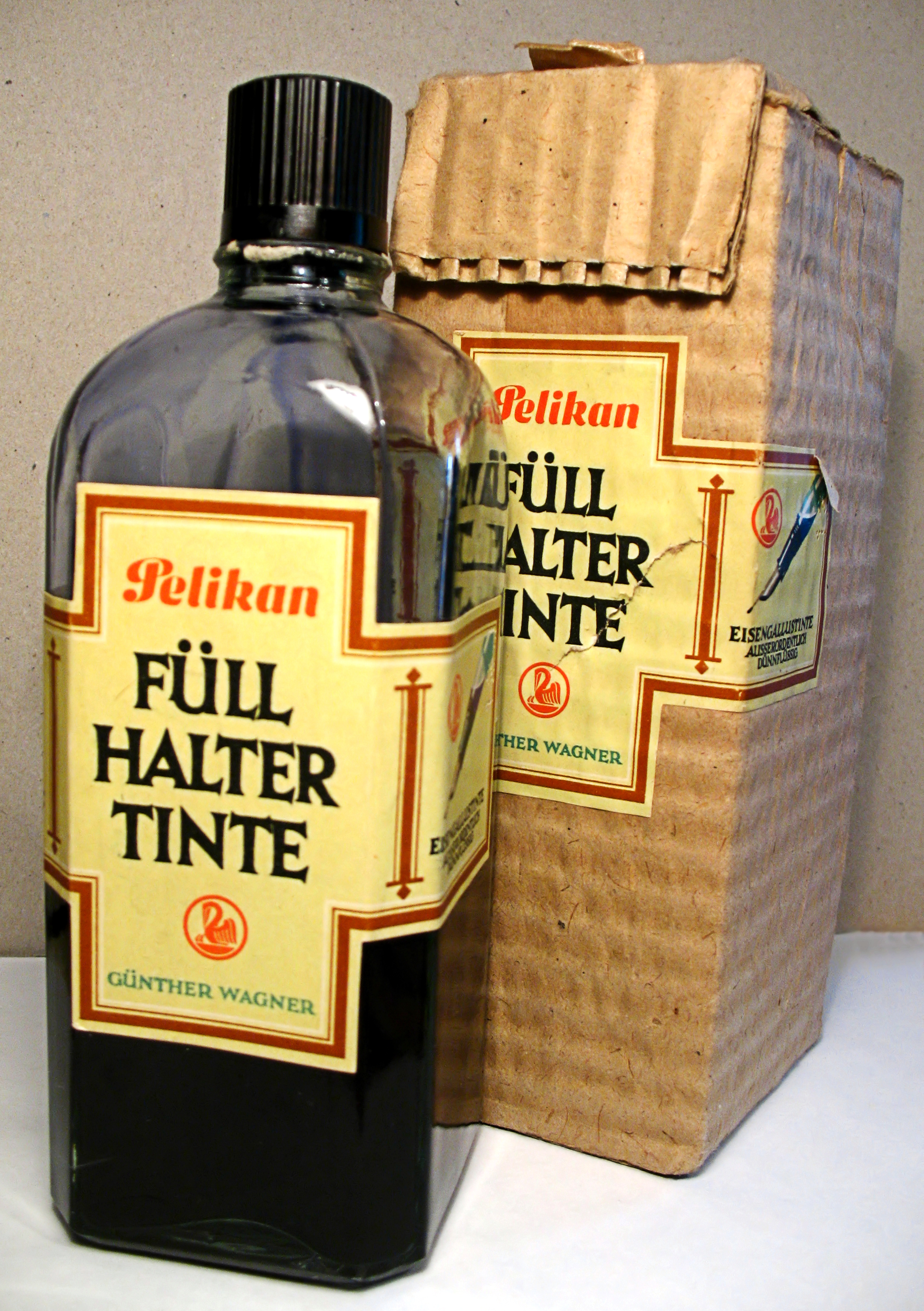
Encre métallo-gallique dans une bouteille de recharge des années 1950

L’encre au gallo-tannate de fer est une encre noire à violette, fabriquée à partir de sels métalliques, surtout de sulfate ferreux mais parfois de sulfate de cuivre, et de divers tanins d’origine végétale. Encre noire emblématique du scriptorium monastique, elle est l’encre la plus utilisée en Europe entre les XIIe et XIXe siècles. 
Cette encre tannique ou à base de tanins solubilisés est parfois dénommée encre ferrique, ferro-gallique ou métallo-gallique. Les dégradations irréversibles du papier dues à cette encre corrosive posent d'importants problèmes de conservation,.

## Histoire

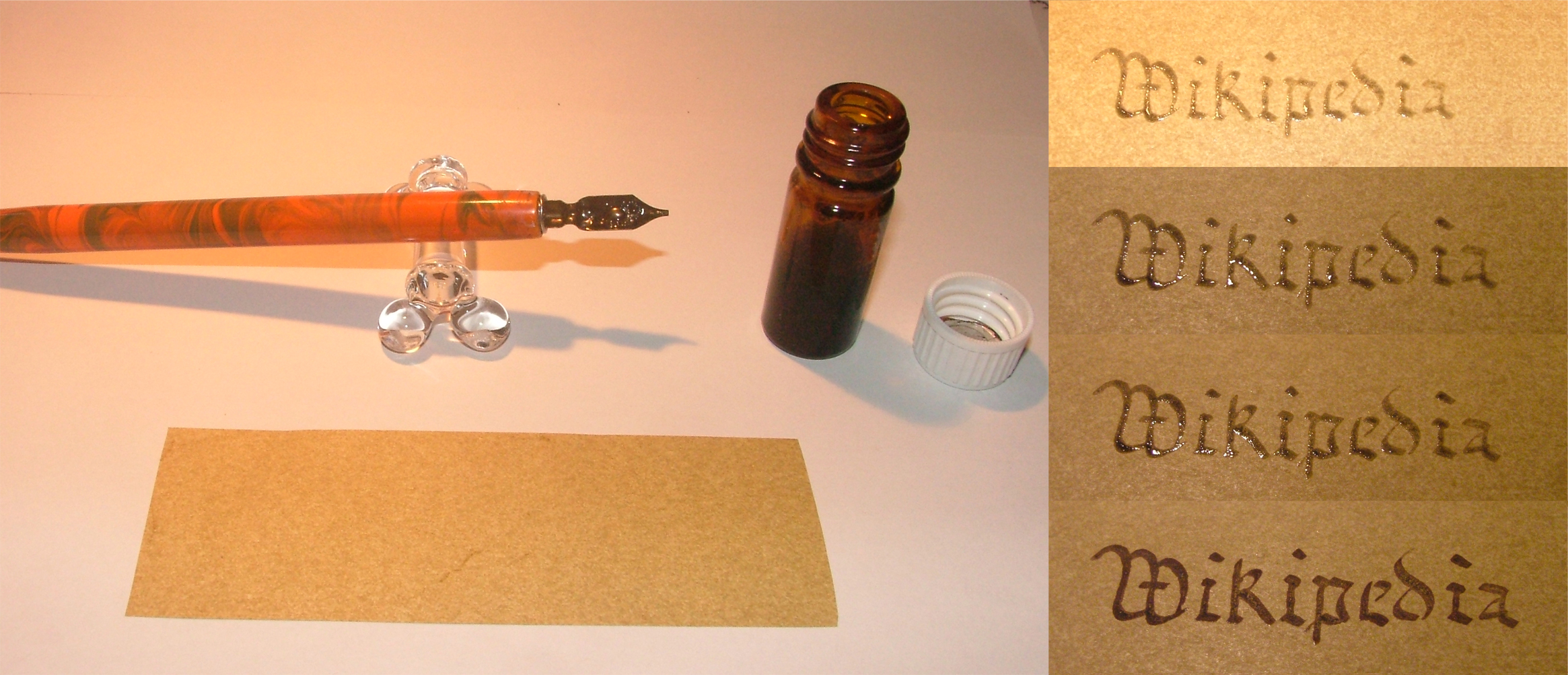
Différentes étapes du séchage de l'encre métallo-gallique

Cette encre est déjà utilisée par les Égyptiens 2500 ans av. J.-C.
Elle apparaît peu après l’encre de Chine.
Au Moyen Âge, sa fluidité permet l’usage de plumes d’oiseaux.

## Particularités
La particularité de cette encre réside dans son absence de pigment ou colorant : c’est l’action de sels métalliques (sulfate de fer ou de cuivre) qui, ajoutés à la matière tannique (la noix de galle mais aussi parfois de l’écorce d’arbre associée à de la lie de vin), donne la teinte noire, le plus souvent violet foncé avant vieillissement.
Elle est plus fluide que l’encre de Chine, ce qui la rend très agréable pour le dessin à la plume, en particulier avec des plumes d’oiseau (oie, dinde). Mais elle convient aussi aux plumes végétales ou métalliques sauf aux stylos-plumes, qui ne peuvent pas être correctement nettoyés et pour lesquels l'encre peut causer une corrosion très rapide et irréversible. Dans le cas de plumes autres que les stylos-plumes, elles sont à nettoyer après utilisation pour éviter toute oxydation. Quant à sa pérennité, à moins d’une exposition prolongée en plein soleil, auquel cas elle virerait au rouge, elle est fiable : les manuscrits du Moyen Âge en témoignent.
Son défaut est sa corrosivité, pour le papier aussi bien que pour la plume métallique. Pour limiter cet inconvénient, sa fabrication doit faire l’objet d’un bon vieillissement : une macération du tanin pendant 3 mois puis, après mélange au fer, une maturation d’au moins 2 mois, un an garantissant son apogée.[réf. nécessaire]
Son noir, qui varie selon le papier, est un peu grisâtre : plus sombre et dense sur un papier acide ou sur parchemin que sur un papier au pH neutre ou pur chiffon. En revanche, grâce à sa fluidité, elle ne fuse pas sur papier poreux.

## Fabrication et usage
Il existe pléthore de recettes différentes. Les trois constituants principaux sont : 
- la noix de galle (acide gallotannique) ou divers extraits solubilisés de tanins d'écorces (chêne, nerprun noire...) puis éventuellement asséchés ;
- le sulfate de fer II ou sulfate ferreux. On peut parfois utiliser du sulfate de cuivre (chalcantite), mais, trop corrosif, il attaque le papier ;
- comme liant, la gomme arabique ou la lie de vin (c'est-à-dire du vin dont la partie liquide est évaporée).

On fait gonfler ce mélange dans de l'eau tiède pendant une journée. On peut y ajouter de l’acide salicylique ou phénique pour éviter le développement de micro-organismes. Il est hygroscopique (ralentit le séchage) et maintient les particules de l'encre en suspension et les empêche de précipiter (solution colloïdale). Au XVe siècle on utilisait pour ce faire de la résine de prunier, d’abricotier ou de cerisier).
L'encre préparée en excédent pouvait être mise à sécher. Le séchage intégral était réalisé dans des vessies de porc. 
- L'encre de base (tanins) est remise en solution. Un réactif est préparé, avec du sulfate de fer dissout dans de l’eau tiède, auquel s'ajoute de la gomme arabique. On fait bouillir la solution de tanin séparément et on y ajoute aussi de la gomme arabique. On laisse refroidir et on mélange les deux solutions. L'encre est bonne pour écrire.
- Si le liant est de la lie de vin, déjà inclus dans la préparation sèche, la matière sèche de base est mise à détremper dans du vin réchauffé. Un réactif à « pigment noir » dénommé souvent atrament, à base de sulfate de fer II hydraté (par exemple une simple solution de mélantérite) plus ou moins chaud, est ajouté. L'encre est alors utilisable.

Cette encre est plutôt violette pendant l’écriture. Elle noircira avec le temps en absorbant l’oxygène de l’air.
L'oxydation irrémédiable, dans les flacons à l'air, d'une fraction des ions ferreux en ions ferriques provoque à la longue le dépôt de petits corps jaunes solides, c'est-à-dire de la copiapite.

### Recette classique
- Eau : 200 cℓ
- Tanin : 10 g
- Sulfate de fer : 6 g
- Gomme : 10 g

### Encre pour archives
C'est l'« encre perpétuelle » du chimiste François Margival. On utilise des noix de galle : on les broie, on les recouvre d'eau et on les laisse reposer quelques jours (elles se recouvriront de moisissures). Puis on les fait bouillir et on les filtre. 
- Jus de noix de galle : 1 ℓ
- Sulfate de fer : 63 g
- Gomme arabique : 16 g
- Alun de roche : 16 g (mordant)
- Sucre : 13 g
- Acide phénique : 2 g

### Encre d’Orient
Le noir de fumée lui donne un aspect velouté.
- Eau : 1 ℓ
- Tanin : 23 g
- Acide gallique : 7 g
- Sulfate de fer : 30 g
- Gomme arabique : 10 g
- Noir de fumée : 25 g
- Acide chlorhydrique : 2 g
- Acide phénique : 2 g

### Encre au campêche
Le campêche est un bois originaire du Mexique. Il accélère le noircissement.
- Eau : 1 ℓ
- Tanin : 25 g
- Acide gallique : 6 g
- Sulfate de fer : 25 g
- Gomme arabique : 30 g
- Extrait de campèche liquide à 30°
- Acide salicylique : 2 g (pour éviter le développement de micro-organismes)

### Recette de Caneparius
Recette du professeur de médecine Caneparius de Venise (XVIIe siècle). L’encre contient trop de gomme et n'est pas aussi fluide que les autres. Mais elle vieillit bien[réf. nécessaire]. 
- Eau : 30 parties
- Noix de galle : 3 parties
- Sulfate de fer : 2 parties
- Gomme : 3 parties

### Recette du moine Théophile
Theophilus Presbyter (vers 1070 - 1125) dans De diversis artibus rappelle un savoir-faire très commun des officines monastiques :

« Pour faire de l'encre, coupez des bois d'épine [nerprun noir des garrigues, aubépine par défaut] en avril, mai, avant qu'ils ne produisent des feuilles ou des fleurs, et les rassemblant en faisceaux, laissez reposer à l'ombre pendant deux, trois ou quatre semaines, jusqu'à ce qu'ils soient un peu secs. Ayez des petits marteaux de bois, avec lesquels vous écraserez les épines sur un autre bois dur, jusqu'à ce que vous ayez enlevé entièrement l'écorce. Vous la mettrez aussitôt dans un tonneau rempli d'eau ; et quand vous aurez rempli d'eau et d'écorce deux, trois, quatre, ou cinq tonneaux, laissez séjourner ainsi pendant huit jours jusqu'à ce que l'eau soit emparé de tout le suc de l'écorce. Ensuite, mettez cette eau dans une marmite très propre ou dans un chaudron, mettez du feu dessous, faites cuire ; de temps en temps, jetez aussi de l'écorce dans la marmite, afin que s'il est resté quelque peu de suc, il en sorte par la cuisson ; quand vous aurez cuit celle-là, ôtez-là et mettez-en d'autre. Cela terminé, faites cuire l'eau qui reste jusqu'à réduction d'un tiers, puis passez de la première marmite dans une plus petite, et faites cuire jusqu'à ce que cela noircisse et commence à devenir épais, prenant bien garde de ne pas ajouter d'autre eau que celle qui est mêlée au suc. Quand vous la verrez épaissir, ajoutez un tiers de vin pur, et mettant dans deux ou trois vases neufs, faites cuire jusqu'à ce que vous voyiez une espèce de peau se former à la surface. Alors enlevant les vases du feu, placez au soleil jusqu'à ce que l'encre se purifie de la lie rouge. Prenez des petits sacs de parchemin cousus avec soin et des vessies ; versez-y l'encre pure et suspendez au soleil pour qu'elle sèche entièrement.
Après cette opération, prenez-en quand vous voulez, faites détremper dans du vin sur des charbons [ceux du  brasero]; et, ajoutant un peu d'atrament [atramentum : pigment noir (?) à base de sulfate de fer II hydraté, par exemple solution de mélantérite], écrivez. S'il arrive par suite de négligence que l'encre ne soit pas assez noire, prenez de l'atrament de la grosseur d'un doigt : puis, mettant au feu, laissez chauffer, et jetez aussitôt dans l'encre. »

### Recette du Papyrus de Leyde
Cette recette est extraite du Papyrus V de Leyde :
« 1 drachme de myrrhe, 4 drachmes de misy (alliage d'or et d'argent), 4 drachmes de vitriol [sulfate de cuivre], 2 drachmes de noix de galle, 3 drachmes de gomme. »